# ختنه عیسی (گوئرچینو)

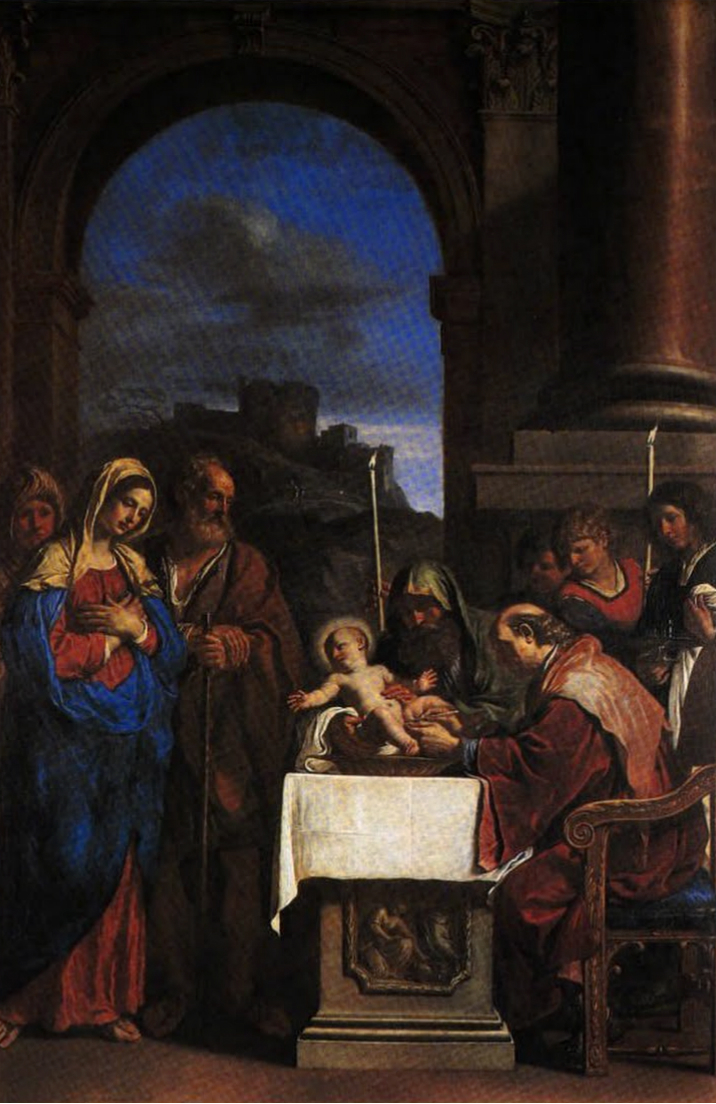

ختنه عیسی یک نقاشی رنگ روغن از ختنه عیسی اثر گوئرچینو است. این اثر در سال ۱۶۴۶ کشیده شده‌است و از سال ۱۸۱۱ در موزه هنرهای زیبای لیون قرار دارد. این نقاشی برای آلتارپیس یک کلیسا در بولونیا نقاشی شده بود.